# Przeklęta forsa
Przeklęta forsa (ang. Love Lies Bleeding) – amerykański thriller z 2008 roku w reżyserii Keitha Samplesa. Wyprodukowany przez Screen Gems i Sony Pictures Entertainment.

## Opis fabuły
Duke (Brian Geraghty) i Amber (Jenna Dewan) zabierają pieniądze z narkotykowej transakcji, która miała miejsce w domu sąsiada i wyjeżdżają do Albuquerque. Tam spędzają czas na zabawie. Ich tropem podąża skorumpowany agent, który zamierza odzyskać skradzione pieniądze.

## Obsada
- Chris Ashworth jako Eddie
- Jenna Dewan jako Amber
- Brian Geraghty jako Duke
- James Madio jako Bernie
- Luce Rains jako Gault
- Craig Sheffer jako Morton
- Christian Slater jako Pollen
- Tara Summers jako detektyw Alice Sands

i inni